# Heteronygmia manicata
Heteronygmia manicata är en fjärilsart som beskrevs av Aurivillius 1892. Heteronygmia manicata ingår i släktet Heteronygmia och familjen tofsspinnare. Inga underarter finns listade i Catalogue of Life.